# Ion Gigurtu
Ion Gigurtu (n. 24 iunie 1886, Turnu Severin – d. 24 noiembrie 1959, Râmnicu Sărat) a fost un inginer român, om politic de extremă dreaptă, pro-german și pentru 40 de zile  cel de-al 42-lea prim-ministru al României în anul 1940 (Guvernul Ion Gigurtu). Gigurtu a fost și un om de afaceri, director general al societății „Mica”, specializată în extragerea de aur și alte metale prețioase.

## Biografie
Ion Gigurtu era Strănepotul lui Nicolae Bălcescu, fiind că mama lui (Olga Gigurtu) era fiica lui Barbu, fratele mai mic al lui Bălcescu.
Ion Gigurtu a absolvit liceul la Craiova; a devenit inginer de mine, de la Academia de Mine din Freiburg și Berlin-Charlottenburg.
Deputat în 1926. Ministru al Industriei și Comerțului, în guvernul Octavian Goga, între 28 decembrie 1937 și 10 februarie 1938. Ministru al Lucrărilor Publice și Comunicațiilor, în guvernul Gheorghe Tătărescu, între 24 noiembrie 1939 și 11 mai 1940. Președinte al Consiliului de miniștri, între 4 iulie și 4 septembrie 1940. 
Venind la putere, Ion Gigurtu a inițiat o politică pro-Axa Berlin-Roma, inclusiv măsuri antisemite . Această politică a inclus acceptarea arbitrajului lui Hitler asupra Transilvaniei, Gigurtu declarând că România trebuie să facă sacrificii teritoriale pentru a demonstra orientarea sa nazistă și aderarea totală la Axa Berlin-Roma.. La sfârșitul lunii august 1940, în urma întâlnirii dintre Gigurtu și Hitler, România a fost obligată să accepte arbitrajul lui Hitler prin care a cedat Ungariei 43.492 km pătrați din teritoriul Transilvaniei, inclusiv orașul Cluj. Armata ungară urma să preia stăpânirea pe aceste teritorii la data de 15 septembrie 1940.. Cu această ocazie Germania nazistă a încheiat și două tratate cu Bucureștiul și Budapesta, prin care se acorda un statut separat și preferențial populației germane din Transilvania.. La presiunile Germaniei, Ion Gigurtu a fost de acord și cu restituirea către Bulgaria a 8.000 km pătrați din Dobrogea de sud (Cadrilaterul).  
Pe plan intern, Ion Gigurtu a dus o politică antisemită prin interdicția căsătoriilor dintre creștini și evrei, precum și prin clasificarea prin lege a evreilor în funcție de data venirii lor în România.        
Guvernul lui Ion Gigurtu a demisionat pe 4 septembrie 1940, în urma marilor proteste organizate de legionari împotriva rezultatelor arbitrajului lui Hitler, prin care România a cedat 2/5 din Transilvania în favoarea Ungariei Preluând conducerea țării, generalul Ion Antonescu l-a pus pe Ion Gigurtu sub stare de arest pentru cedările teritoriale din Transilvania în favoarea Ungariei. Ulterior însă Gigurtu a fost eliberat.
Conform amintirilor lui Mircea Ionnițiu, secretar personal al Regelui Mihai, martor ocular, în ziua de 23 august 1944, după înlăturarea de la putere a mareșalului Ion Antonescu, în discuțiile ad-hoc ce au avut loc la Palat, numele lui Ion Gigurtu a fost vehiculat ca posibil Președinte al Consiliului de Miniștri (Prim-ministru).
După război, Gigurtu a fost arestat, împreună cu soția sa, în noaptea de 5/6 mai 1950 (noaptea demnitarilor). A fost judecat și condamnat de regimul comunist la 15 ani de închisoare pentru participarea la represiunea împotriva Partidului Comunist. A fost deținut în penitenciarele Ministerului Afacerilor Interne, la Malmaison, precum și la Sighet. A murit în închisoare. Soția sa a fost de asemenea arestată și întemnițată.

## Din lucrările sale
- Desvoltarea industriei în România, Craiova, 1916
- Posibilitățile de refacere și desvoltare ale industriei în România, București, 1919
- Industria mecanică metalurgică, Craiova, f.a.